# Staré Ždánice
Pour les articles homonymes, voir Ždánice.
Staré Ždánice (en allemand : Alt Sdanitz) est une commune du district et de la région de Pardubice, en République tchèque. Sa population s'élevait à 728 habitants en 2024.

## Géographie
Staré Ždánice se trouve à 11 km au nord-nord-ouest de Pardubice, à 13 km au sud-ouest de Hradec Králové et à 92 km à l'est de Prague.
La commune est limitée par Osice et Praskačka au nord, par Podůlšany et Čeperka à l'est, par Stéblová au sud, et par Dolany et Plch à l'ouest.

## Histoire
La première mention écrite de la localité date de 1339.

## Patrimoine

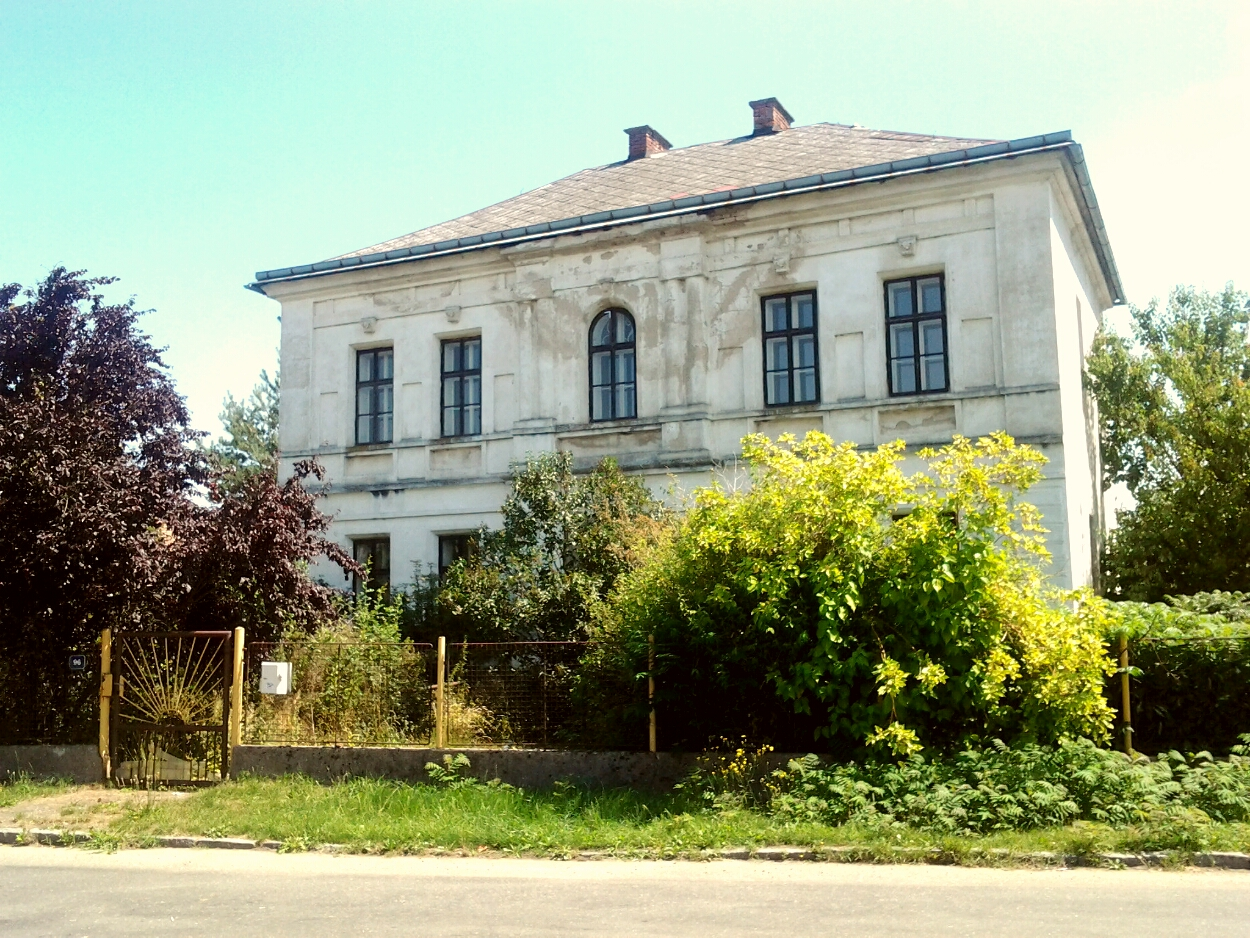
Château de Staré Ždánice.
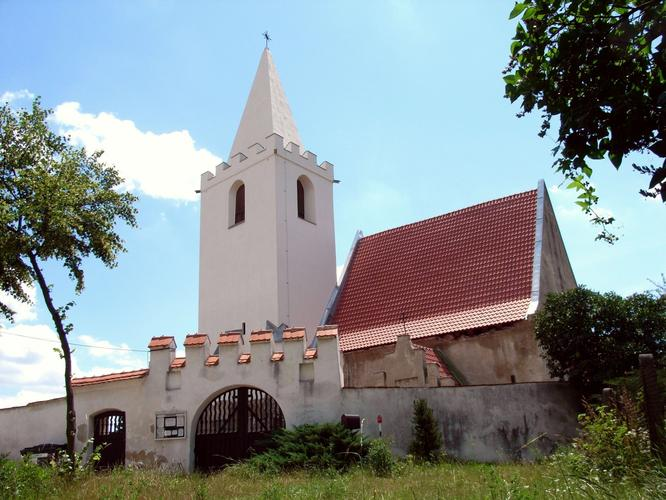
Église de Staré Ždánice.

## Transports
Par la route, Staré Ždánice se trouve à 14 km de Pardubice, à 15 km de Hradec Králové et à 106 km de Prague. 